# 성수 예절
성수 예절(聖水禮節, 라틴어: aspersio)은 기독교에서 전례 중에 물, 특히 성수를 뿌리는 예절을 가리키는 행위를 일컫는 용어이다. 이 용어는 라틴어로 ‘뿌리다’라는 뜻의 ‘아스페르제레(aspergere)’에서 유래했으며, 세례성사를 집전할 때 예외적인 상황에서 세례 지원자의 이마에 정화수를 뿌려 세례를 주던 살수례(撒水禮)에서 비롯되었다. 오늘날에는 준성사 가운데 하나로서 축성이나 강복을 하는 예절 속에 포함되어 거행된다.
특히 로마 가톨릭교회에서는 예수 부활 대축일 등에 세례 갱신 서약 등 신자들에게 세례를 상기시키기 위한 목적으로 성수 예절을 거행하기도 한다.

## 사도 시대
성 베드로는 하루는 오천 명을 대상으로 세례성사를 집전한 적이 있었는데, 당시 그는 세례 지원자들을 대상으로 성수 예절(살수례)을 거행했던 것으로 추정된다. 《디다케》에 규정된 바와 같이 성수 예절은 사도 시대부터 이미 거행되었던 예절이었다.
세례에 관해서 여러분은 이렇게 세례를 주십시오. 이 모든 것을 먼저 말하고 나서 성부와 성자와 성령의 이름으로 살아 있는 물로 세례를 주십시오. 만약 살아 있는 물이 없으면, 다른 물로 주십시오. 찬 물로 할 수 없으면 더운 물로 하십시오. 둘 다 없으면, 성부와 성자와 성령의 이름으로 머리에 세 번 부으십시오. 세례 전에 집전 사제와 세례 지원자는 미리 단식하십시오. 그리고 다른 이들도 할 수 있으면 미리 단식하십시오. 당신은 세례 지원자에게 하루나 이틀 전에 단식하라고 권고하십시오.

## 후대 발전
성수 예절은 수세기에 걸쳐 동서방 교회에서 서로 조금씩 달리 천천히 발전되었으며, 가톨릭교회에서는 특별히 성수채라는 솔 또는 가지 모양의 물건을 통해 성수 예절을 거행한다. 성수채는 성수를 담는 그릇인 성수대에서 성수를 떠낸다.
가톨릭교회에서는 세례 지원자가 그리스도를 믿고 회개하며 세례를 받고자 하는 지향을 지녔는지와 더불어 세례 집전자가 교회의 지향에 따라 성부와 성자와 성령의 이름으로 물을 사용하여 세례를 주었는지에 따라 세례의 유효성을 결정한다. 교회법적으로는 자연수로써 물을 부어서 씻든(주부식) 혹은 온 몸을 담그어서 씻든(침례식) 또는 뿌려서 씻든 모두 유효한 세례다.

## 같이 보기
- 성수 (기독교)
- 성수채
- 성수 예식
- 세례성사